# Vai-Vai
Grêmio Recreativo Cultural e Social Escola de Samba Vai-Vai, surtout connu comme Vai-Vai, est une école de samba de la ville de São Paulo, fondée par un groupe de danseurs de samba notables du quartier de Bixiga, appartenant au quartier de Bela Vista,. On l'appelle "l'École du Peuple".
C'est l'une des plus grandes associations du Carnaval brésilien et l'école qui a vaincu le plus de championnats du Carnaval de São Paulo.
| Championnats de Vai-Vai | Championnats de Vai-Vai | Championnats de Vai-Vai | Championnats de Vai-Vai                                                                       |
|                         | Division                | Total                   | Année                                                                                         |
| ----------------------- | ----------------------- | ----------------------- | --------------------------------------------------------------------------------------------- |
|                         | Groupe spécial          | 15                      | 1978, 1981, 1982, 1986, 1987, 1988, 1993, 1996, 1998 , 1999 , 2000 , 2001, 2008, 2011 et 2015 |
|                         | Groupe d'accès          | 2                       | 2020 et 2023                                                                                  |
|                         | Cordão                  | 9                       | 1934, 1940, 1941, 1942, 1943, 1944, 1947, 1967 et 1970                                        |